# Federico Colaninno
Federico Colaninno (Gaeta, 6 de agosto de 1999) es un deportista italiano que compite en vela en la clase Finn. Ganó una medalla de plata en el Campeonato Europeo de Finn de 2025.

## Palmarés internacional
| \| Campeonato Europeo \| Campeonato Europeo \| Campeonato Europeo \| Campeonato Europeo \| \| Año \| Lugar \| Medalla \| Clase \| \| ------------------ \| ------------------ \| ------------------ \| ------------------ \| \| 2025 \| Nápoles (Italia) \| Medalla de plata \| Finn \| |                  |                  |       |
| Campeonato Europeo |                  |                  |       |
| Año | Lugar            | Medalla          | Clase |
| 2025 | Nápoles (Italia) | Medalla de plata | Finn  |